# Ilebo (territoire)
Le territoire d'Ilebo est une entité déconcentrée de la province du Kasaï en république démocratique du Congo.

## Géographie
Le Territoire d'Ilebo fait partie de la Province du Kasaï, au centre-ouest. Sa population est estimée à 926.689 soit une densité moyenne de 59 habitants par Km2 (2016). Il s'étend sur 15.654 Km2, avec 506 villages, inégalement répartis en 34 groupements, 4 Secteurs et une Commune rurale. Il est limité :
·   Au Nord par la rivière Kasaï qui le sépare des Territoires d'Oshwe (Province de Maï-Ndombe)
·   Au Sud par le Territoire de Kamonia ;
·   A l'Est par le Territoire de Mweka ;
·   A l'Ouest par la rivière Loange qui le sépare des Territoires d'Idiofa et de Gungu (Province de Kwilu). 

## Histoire
La création du Territoire d'Ilebo remonte en 1913 au terme de l'Ordonnance n° 168/2 du 28 novembre portant division du District du Kasaï en 10 Territoires dont celui des Bashilele, aux origines implanté à Basongo. Le Décret n° 25/AIMO du 25 décembre 1945 confirmera cette création, et le Territoire de "Bashilele" deviendra le Territoire de Basongo.
En 1950, avec les réformes en quête de la stabilité administrative, le Territoire est transféré au Port-Francqui, par I'Ordonnance -Loi n° 21/184 du 28 mai 1950; transfert rendu effectif le 1er juillet de la même année. Le Territoire de Basongo prend alors le nom du Territoire de Port-Francqui.
Le choix porté par le colon sur ce dernier lieu repose sur les raisons suivantes : facilitation du transport et de communication sur rail et sur eau ; sécurisation des installations portuaires et ferroviaires ; sécurisation des habitants de la cité naissante. 
Ce site est le terminus de la voie ferrée en provenance de Lubumbashi, débouchant sur la voie navigable jusqu'à Kinshasa. La liaison par voies aérienne et terrestre avec d'autres grands centres et villes de la République est aussi possible. D'où, llebo est connu comme un véritable carrefour.
En 1972, dans la foulée de l'authenticité, le Territoire de Port-Francqui prend le nom du Territoire d'llebo. A ce jour, il a connu 73 administrateurs depuis sa création. Le 1er Administrateur noir est le 45ème sur la liste : Monsieur Georges Kwete Mwana qui entra en fonction le 1er juillet 1960.
Avant la réforme administrative de 2015, il fait partie du district du Kasaï.

## Commune
Le territoire compte une commune rurale de moins de 80 000 électeurs.
- Ilebo, (7 conseillers municipaux)

## Secteurs
Il est divisé en 4 secteurs :
- Secteur d'ELK Basongo (Entre Lumbundji-Kasaï)
- Secteur d'ELL Mapangu (Entre Lumbundji-Loange)
- Secteur de Malu-Malu
- Secteur de Sud-Banga.